# Sent Joan d'Ilhac
Sent Joan d'Ilhac (en francès Saint-Jean-d'Illac) és un municipi francès situat al departament de la Gironda i a la regió de la Nova Aquitània.

## Demografia
| 1962                                       | 1968  | 1975  | 1982  | 1990  | 1999  | 2007  |
| ------------------------------------------ | ----- | ----- | ----- | ----- | ----- | ----- |
| 912                                        | 1.016 | 1.498 | 2.538 | 3.879 | 5.213 | 6.541 |
| Des de 1962: població sense dobles comptes |       |       |       |       |       |       |

## Administració
| Període   | Identitat       | Partit |
| --------- | --------------- | ------ |
| 1935-1947 | Edouard Darriet |        |
| 1947-1977 | René Querandeau |        |
| 1977-1983 | Pierre Guillem  |        |
| 1983-2007 | Pierre Favre    | UMP    |
| 2007-2008 | Hervé Seyve     | UMP    |
| 2008-     | Jacques Fergeau | PS     |